# DB4O

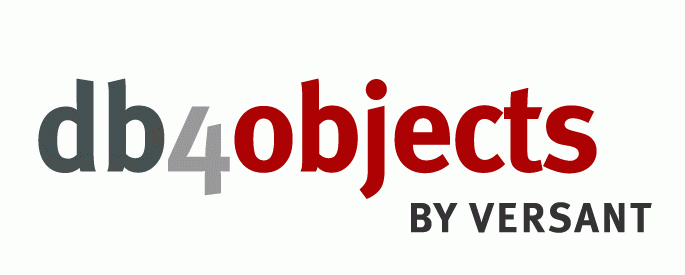
Logo de db4objects

DB4O es un novedoso motor de base de datos orientada a objetos. Sus siglas se corresponden con la expresión "DataBase 4 (for) Objects", que a su vez es el nombre de la compañía que lo desarrolla: db4objects, Inc.
Las claves innovadoras de este producto es su alto rendimiento (sobre todo en modo embebido) y el modelo de desarrollo que proporciona a las aplicaciones para su capa de acceso a datos, el cual propugna un abandono completo del paradigma relacional de las bases de datos tradicionales.
De este modo, tenemos las siguientes consecuencias directas resultantes de este nuevo paradigma:
- Deja de existir un lenguaje SQL de consultas/modificaciones para pasar a crearse sistemas de consulta por métodos delegados y actualización/creación/borrado automático de entidades mediante código compilable.
- Se elimina la necesidad de representar el modelo de datos de la aplicación en dos tipos de esquemas: modelo de objetos y modelo relacional. Ahora el esquema de datos del dominio viene representado por la implementación que se realice del diagrama de clases.
- Se consigue evitar el problema del Object-Relational Impedance Mismatch sin sacrificar el rendimiento que los mapeadores objeto-relacionales sufren actualmente para llevar a cabo el mismo objetivo.

La mayor clave del éxito que está teniendo este motor de base de datos frente a otros competidores que han desarrollado tecnologías similares, es que se ha optado por un modelo de licenciamiento idéntico al utilizado por empresas como MySQL: licencia dual GPL/comercial. Es decir, si se quiere desarrollar software libre con esta biblioteca, su uso no conlleva ningún coste por licencia; sin embargo si se desea aplicar a un software privativo, se aplica otro modelo de licenciamiento concreto.
Actualmente este producto funciona como una biblioteca para dos tipos de plataformas de desarrollo: Java y.NET (tanto la implementación de Microsoft como la de Mono).